# Derilissus
Derilissus – rodzaj ryb z rodziny grotnikowatych (Gobiesocidae).

## Klasyfikacja
Gatunki zaliczane do tego rodzaju:
- Derilissus altifrons
- Derilissus kremnobates
- Derilissus lombardii
- Derilissus nanus
- Derilissus vittiger